# Aclis
El aclis o aclidis (en latín, aclys; en griego, agkulis) fue un arma arrojadiza utilizada por los antiguos pueblos itálicos. Se la ha identificado tanto como una porra de mano lanzable, o quizás un búmeran, como un dardo o jabalina, pero todas las formas destacan por la presencia de una cuerda de cuero que permitiría lanzar el arma o recuperarla tras el lanzamiento. Se le ha relacionado con la cateya, otra arma mediterránea con propiedades de búmeran.

## Características
Servio describe el aclis como una clava de madera de medio codo de longitud, con forma de cuernos o pinchos a ambos lados y dotada de un largo cordón que ayudaría a recuperarla después de haber sido arrojada contra el enemigo. El cronista menciona, sin embargo, la idea de que la cuerda podría haber servido en realidad de amentum o mecanismo de lanzamiento, permitiendo arrojar el arma a gran distancia.

## Historia
El aclis es mencionado por Virgilio en la Eneida como un arma utilizada por los nativos de Campania. Silio Itálico hace lo propio cuando habla de campanos aliados con Roma en la segunda guerra púnica, y Valerio Flaco también la menciona en su Argonáutica.
El uso del aclis fue adoptado por los propios romanos, describiéndose una de estas armas entre las enviadas por el procurador de Siria al por entonces tribuno y más tarde emperador Claudio. Sin embargo, su uso debió de decaer en algún momento antes del siglo IV, ya que Servio, quien la describe como un arma tan antigua que su uso precede a las crónicas, habla de ella como si estuviera casi desuso en su propio tiempo.
Sin embargo, el empleo del aclis parece haber pervivido hasta tiempos tardíos. Sidonio Apolinar los nombra al contar cómo el emperador Mayoriano repelió una invasión de vándalos y esclavos africanos en Campania en el año 475.

## En la cultura popular
El aclis aparece entre las armas de la franquicia de rol Dungeons & Dragons, concretamente en el suplemento Unearthed Arcana y Dragon Magazine.